# Медовый месяц (фильм, 1956)
«Медо́вый ме́сяц» — советский полнометражный цветной художественный фильм-комедия, поставленный на киностудии «Ленфильм» в 1956 году режиссёром Надеждой Кошеверовой. 
Премьера фильма состоялась 10 декабря 1956 года.

## Сюжет
Людмила, выпускница медицинского института, получив распределение на периферию, но желая остаться в родном Ленинграде, выходит замуж за ленинградца Алексея, инженера-мостостроителя. И если Алексей испытывает нежные чувства к Людмиле, то с её стороны это замужество исключительно по расчёту. Однако Алексея отправляют на строительство в Сибирь, и Люда, как жена, вынуждена ехать с мужем.
В Сибири их ждёт довольно необычный медовый месяц. Людмила оказывается довольно своенравной, абсолютно не готовой к семейной жизни, тем более, в экстремальных условиях. А поскольку брак, как выяснилось, был фиктивным, то молодые и не живут вместе. Не всё получается у новоиспечённого врача и на работе.
Трудная жизнь на стройке укрепляет не только характер Людмилы, но и взаимоотношения молодожёнов. Они научились принимать важные и ответственные решения и на работе, и в личной жизни.
В конце концов Алексей и Людмила понимают, что они всё же любят друг друга.

## В ролях
— главная роль
| Актёр              | Роль                                          |
| ------------------ | --------------------------------------------- |
| Людмила Касаткина  | Людмила Ивановна Одинцова-Рыбальченко         |
| Павел Кадочников   | Алексей Николаевич Рыбальченко                |
| Татьяна Панкова    | Анна Терентьевна, тётя Люды                   |
| Павел Суханов      | Иван Терентьевич, отец Люды                   |
| Зоя Фёдорова       | Елизавета Фёдоровна, повариха                 |
| Сергей Филиппов    | паромщик Фёдоров                              |
| Пётр Лобанов       | Сорокин, заведующий столовой                  |
| Екатерина Савинова | Зоя, секретарь комсомольской организации      |
| Татьяна Пельтцер   | Вера Аркадьевна, медсестра                    |
| Валентин Абрамов   | Александр Михайлович, начальник строительства |
| Анатолий Абрамов   | Шандоренко, бухгалтер                         |
| Кирилл Лавров      | Кирилл Дроздов, выпускник мединститута        |
| Людмила Макарова   | выпускница мединститута                       |

## Съёмочная группа
- Авторы сценария — Климентий Минц, Евгений Помещиков
- Режиссёр-постановщик — Надежда Кошеверова
- Оператор — Анатолий Назаров
- Художники — Абрам Векслер, Семён Мандель
- Композитор — Моисей Вайнберг
- Звукооператор — Александр Беккер

## Критика
Критик Моисей Иофьев отмечал различия фильма по сравнению с предыдущей работой Н. Кошеверовой «Укротительница тигров»: 
«„Медовый месяц“ по замыслу должен был стать произведением более скромным, но и более проникновенным. Но получилось наоборот: он менее интересен и убедителен».
Он считал, что: «метод работы с актёром и метод показа человека на экране, принятый Кошеверовой, не оправдывают себя ни по отношению к сценарию, ни по отношению к Касаткиной, ни по отношению к Кадочникову».

Киновед Ростислав Юренев так оценил фильм: 
«Сценарий К. Минца и Е. Помещикова, основанный на традиционной ситуации ссоры и примирения молодых супругов, расходящихся в своих взглядах на труд, был решён слишком привычно, если не сказать банально. Режиссура Н. Кошеверовой и А. Ивановского была вялой, бледной».

В. Боровков считал, что: 
«фильм этот нёс на себе печать иных, чем „Укротительница“, тенденций развития искусства своего времени, связанных с иллюстративностью, когда проблема лишь называлась и получала некую однозначную оценку».
Он дал следующую оценку актёрских работ: «Касаткина во второй своей роли пыталась трансформировать уже знакомый характер заблуждающейся, но перевоспитанной героини. Кадочникову же оказалось довольно трудным преодолеть своё возрастное несоответствие данным персонажа. Ни тот, ни другой исполнитель не смогли разбить окаменелость стародавней водевильной схемы, сдобренной фельетонной злободневностью. В большинстве эпизодов они эмоционально невыразительны и вялы в своих попытках передать натужный юмор положений. Мало что тут досталось от комедии талантливым комедийным актерам Пельтцер, Филиппову, Суханову».